# 수전 손택
수전 손택(영어: Susan Sontag, 1933년 1월 16일~2004년 12월 28일)은 미국의 소설가·문예 평론가·사회 운동가다. 수필 《캠프에 관한 단상》과 《해석에 반대한다》로 여러 지식인들의 관심을 받았는데, 《캠프에 관한 단상》에서는 기괴한 것을 좋아하는 태도를 '캠프'라고 정의하면서 이를 적극적으로 옹호했으며, 《해석에 반대한다》에서는 예술에 대한 해석을 '지식인들이 세계에 가하는 복수'라 규정하면서 예술을 심미적으로 체험하자고 주장하였다. 문예 평론 외에도 소설, 희곡, 시나리오 등 여러 문학 작품들을 창작했으며, 사회 운동에도 적극적으로 가담해 베트남 전쟁, 이라크 전쟁 반대에 목소리를 높였다.

## 생애

### 어린 시절
수전 손택은 1933년 1월 16일 미국 뉴욕주 뉴욕에서 태어났다. 손택의 부모는 유대인이었는데, 아버지 잭 로젠블랫이 폐결핵으로 일찍 사망하자 어머니는 육군 대위였던 네이선 손택과 재혼하였다. 이에 따라 손택은 계부의 성씨를 쓰게 되었다. 유년기를 투산과 로스엔젤레스 등지에서 보낸 후 15살에 캘리포니아 대학교 버클리에 입학해 1년간 수학하였다. 이후 시카고 대학교으로 옮겨 문학, 역사, 철학을 전공하였다. 17살에 시카고 대학교 강사였던 필립 리프와 결혼해 아들 1명을 낳았다. 시카고 대학교를 졸업한 후에는 하버드 대학교에 들어가 1954년에 영문학, 1955년에 철학 석사 학위를 받았다. 이듬해부터 파리 대학교, 옥스퍼드 대학교, 소르본 대학교 등에서 수학을 한 후 1959년부터 뉴욕 시립 대학교, 세라 로렌스 대학교, 컬럼비아 대학교 등에서 철학 강의를 하였다. 1959년 필립 리프와 이혼하였다.

### 직업 활동
1963년 첫 소설인 《은인》을 발표하면서 문학계에 데뷔하였다. 이후 1964년 시사지 '파르티잔 리뷰'에 수필 《캠프에 관한 단상》을 발표하였는데, 이 수필이 '타임'에서 다뤄지면서 여러 지식인들의 관심을 받기 시작했다. 이 수필에서 손택은 기괴한 것을 좋아하는 태도를 '캠프'라고 정의한 후 현대 팝아트 문화를 캠프를 통해 이해할 수 있다고 주장하였다. 또한 1966년 발표한 수필 《해석에 반대한다》에서는 예술을 해석하는 행위를 '지식들이 세계에 가하는 복수'라고 규정하면서 예술을 심미적으로 체험해야 한다는 반해석론을 주장하였다. 이 수필은 전세계 지식인들의 관심을 집중시켜 손택을 유명 인사로 만들어 주었다. 한편 1978년에 유방암 판정을 받고 2년 뒤에 쓴 《은유로서의 질병》은 질병이 단순히 개인이 가진 증상이나 통증이 아니라 사회학적 기호라는 주장하였다.
여러 수필과 문예 평론 외에도 손택은 소설, 희곡, 시나리오 등 여러 문학 작품들을 창작하였다. 1987년부터 1989년까지 국제펜클럽 회장을 맡았으며 1977년 전미비평가협회상, 1999년 전미도서상, 2003년 독일 출판 평화상을 수상하였다. 한편 1983년에는 우디 앨런이 감독한 페이크 다큐멘터리 《젤리그》에 출연하기도 하였다.

### 사회 운동
손택은 1966년 베트남 전쟁을 반대하는 기고문을 발표하면서 사회 운동에 적극적으로 참여하기 시작하였다. 1988년 서울 올림픽 때는 방한해 구속된 한국 문인들을 석방할 것을 요구했으며 살만 루시디가 <악마의 시>를 써서 이란 당국으로부터 사형 판결을 받자 즉각 항의하였다. 사라예보 내전 중에는 사라예보 한가운데서 사무엘 베케트의 《고도를 기다리며》를 공연해 전쟁 속에서도 예술을 할 수 있음을 보여주었다. 2001년 9·11 테러와 뒤이어 일어난 이라크 전쟁에서는 조지 W. 부시 정부를 크게 비판하는 글을 뉴욕 타임즈에 기고하기도 하였다.

### 죽음
수전 손택은 2004년 12월 28일 미국 뉴욕주 뉴욕에서 백혈병으로 죽었다. 죽은 후 뉴욕 타임즈는 그녀에 대한 부고 기사에 '여왕이 영면하다'라고 제목을 붙였다.

## 활동

#### 에세이
- 《해석에 반대한다Against Interpretation》 1966 ISBN 89-88105-59-1
- 《급진적 의지의 스타일Styles of Radical Will》1969 ISBN 89-7727-192-4
- 《사진에 관하여On Photography》1977 ISBN 89-956197-0-8
- 《은유로서의 질병Illness as Metaphor》1978 ISBN 89-88105-61-3
- 《우울한 열정Under the Sign of Saturn》1980 ISBN 89-956197-4-0
- 《강조해야 할 것Where the Stress Falls》2001 ISBN 89-956197-6-7
- 《타인의 고통Regarding the Pain of Others》2003 ISBN 89-88105-72-9

#### 문학
- 《은인The Benefactor》1963
- 《나, 그리고 그 밖의 것들I, Etcetera》1977 ISBN 89-6157-001-3
- 《앨리스, 깨어나지 않는 영혼Alice in Bed》1993 ISBN 89-6157-000-5

#### 같이 읽을 거리
- 프레드릭 제임슨, 《변증법적 문학이론의 전개Marxism and Form》1972 ISBN 89-364-1059-8
- 롤랑 바르트(프랑스어: Roland Barthes) 《텍스트의 쾌락Le Plasir du texte》1973 ISBN 89-8038-422-X